# Aeroport d'Istanbul
Aeroport d'Istanbul és l'aeroport internacional més nou d'Istanbul inaugurat el 29 d'octubre, Dia de la República en Turquia, 2018 i en servei públic des de l'abril 2019, tot i que el vol inaugural va ser realitzat per Turkish Airlines entre Istanbul i Ankara, la capital, el dia 31 d'octubre de 2018. Està situat al districte Arnavutköy, al nord de la província d'Istanbul. Des de 2020 hi ha un museu dins de l'aeroport.

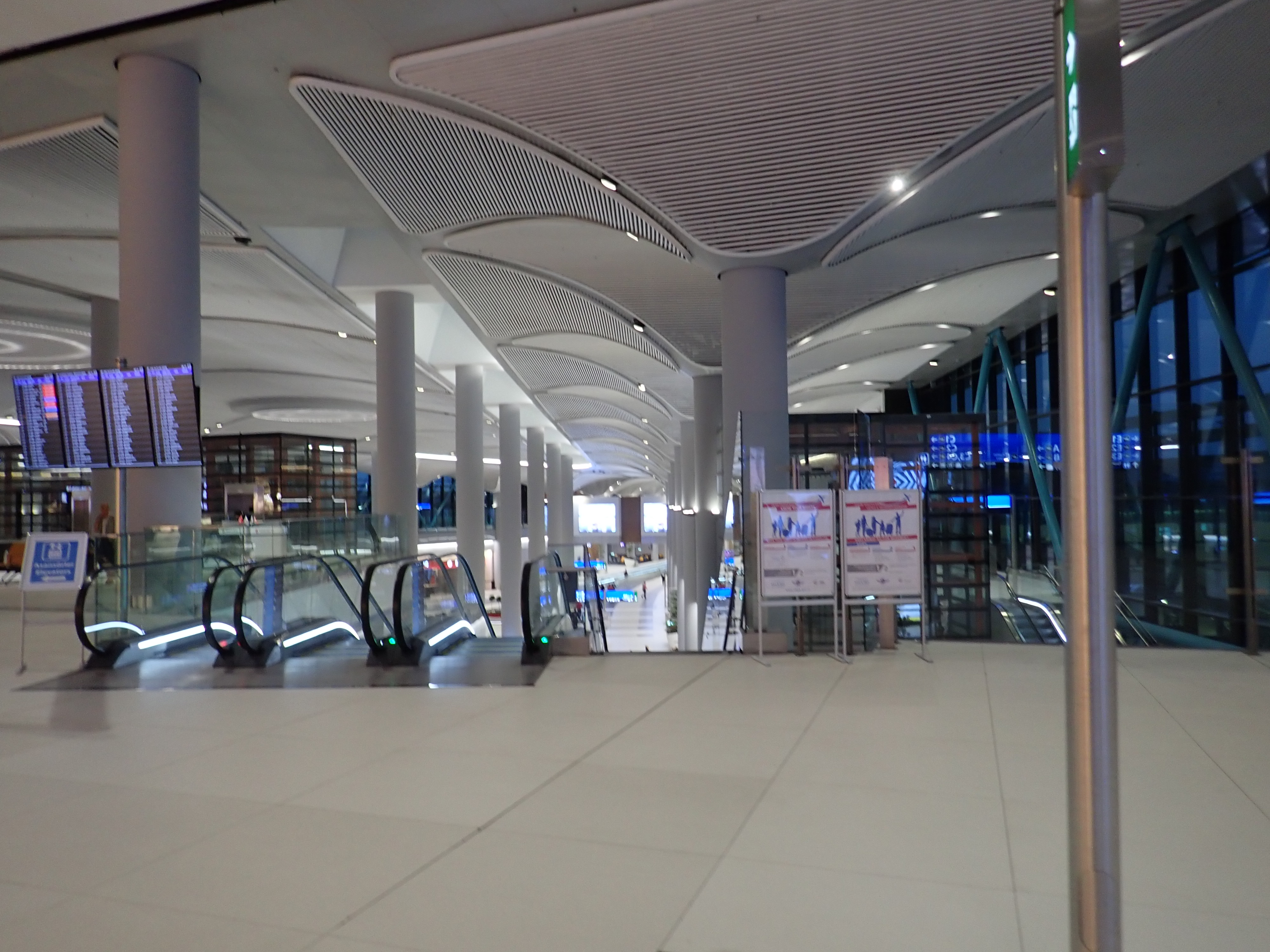
Vista de l'interior de l'Aeroport d'Istanbul

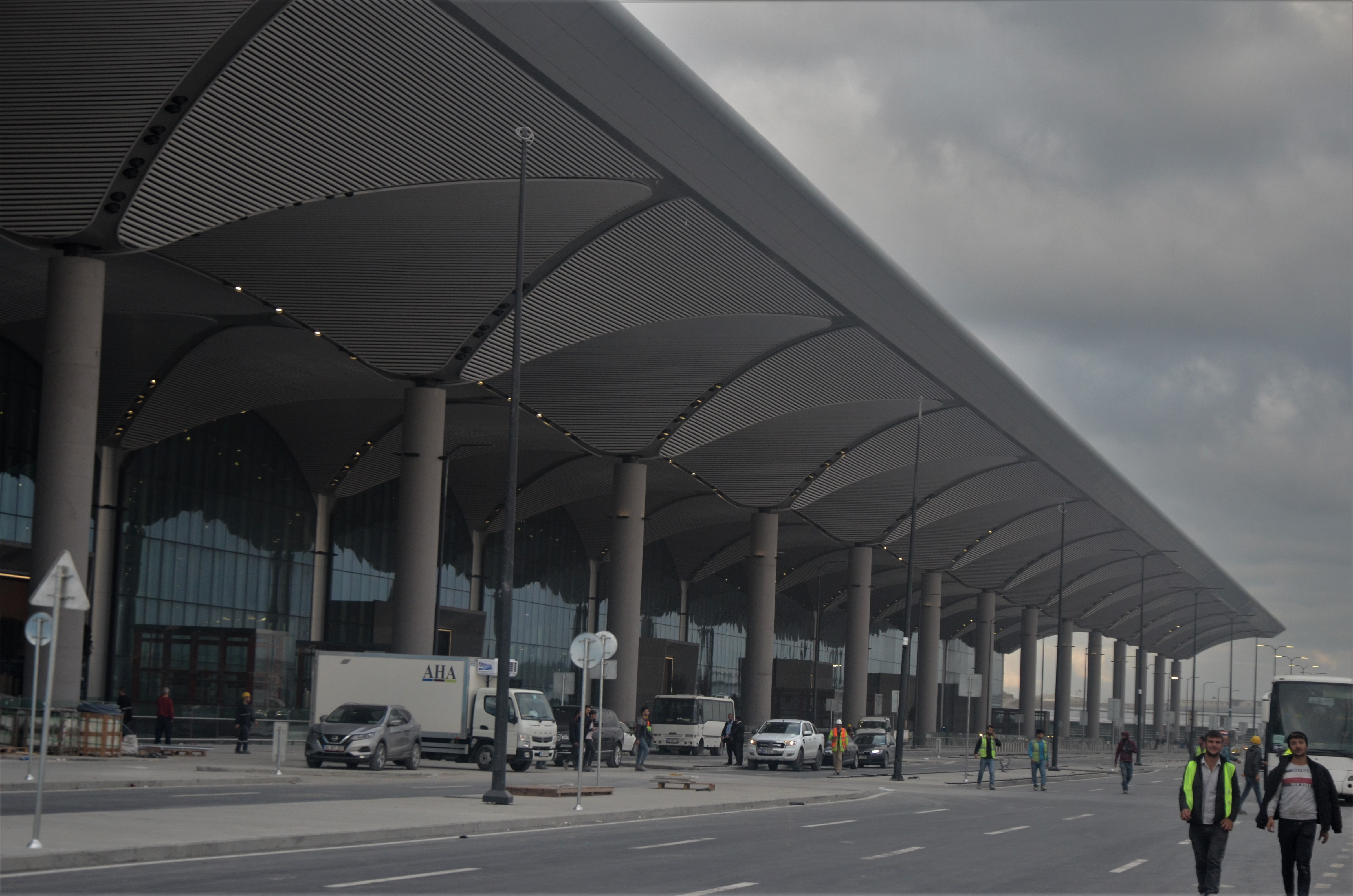
Vista de l'exterior de l'Aeroport d'Istanbul

## Estadístiques
See source Wikidata query and sources.